# وارمنگتون، نورث‌همپتون‌شر
وارمنگتون (به انگلیسی: Warmington) یک روستا و محله مدنی در بریتانیا است که در East Northamptonshire واقع شده‌است. وارمنگتون ۹۳۹ نفر جمعیت دارد.